# 코마야과주

코마야과 주의 위치

코마야과주(스페인어: Comayagua)는 온두라스 중서부에 위치한 주로 주도는 코마야과이며 면적은 5,196km2, 인구는 390,643명(2005년 기준)이다. 21개 지방 자치체를 관할한다.